# Santa Lúcia nos Jogos Olímpicos de Verão de 2004
Santa Lúcia competiu nos Jogos Olímpicos de Verão de 2004, em Atenas, na Grécia.